# قبولی هروی
قبولی شروانی هروی (درگذشتهٔ ۸۴۱ هجری قمری) شاعر پارسی‌گوی سدهٔ نهم قمری است.
دیوان اشعار قبولی در قرن حاضر با مشخصات زیر در ایران به چاپ رسیده‌است:
- دیوان قبولی هروی بر اساس چاپ عکسی اسماعیل حکمت ارتایلان، (به کوشش:) یحیی خان‌محمد آذری، تهران: بنیاد موقوفات دکتر محمود افشار یزدی، ۱۳۸۶.[۱]

## پی‌نوشت
1. ↑  قبولی، دیوان قبولی هروی.